# Edith Ainge
Edith Ainge   (Anglaterra, 10 de setembre de 1873 - 25 d'octubre de 1948) fou una sufragista estatunidenca, i una Sentinella Silenciosa. Ainge entrà en el Partit Nacional de les Dones (NWP), dirigit per Alice Paul, amb l'objectiu d'aconseguir que la Denovena esmena a la Constitució dels Estats Units fos ratificada (la qual cosa ocorregué el 1920). Ainge fou arrestada unes cinc vegades des de setembre del 1917 fins a gener del 1919 per «assemblea il·legal» en les protestes del NWP; també va ser tresorera del NWP.

## Sufragi a Nova York
Edith Ainge col·laborà amb el moviment per a obtenir el sufragi femení a l'estat de Nova York al 1915. Ella encapçalava l'esdeveniment La Torxa de la Llibertat, en què sufragistes de Nova York, Nova Jersey i Pennsilvània van organitzar actes per conscienciar sobre la causa sufragista, i per a recaptar fons per al moviment.

## Nit de terror

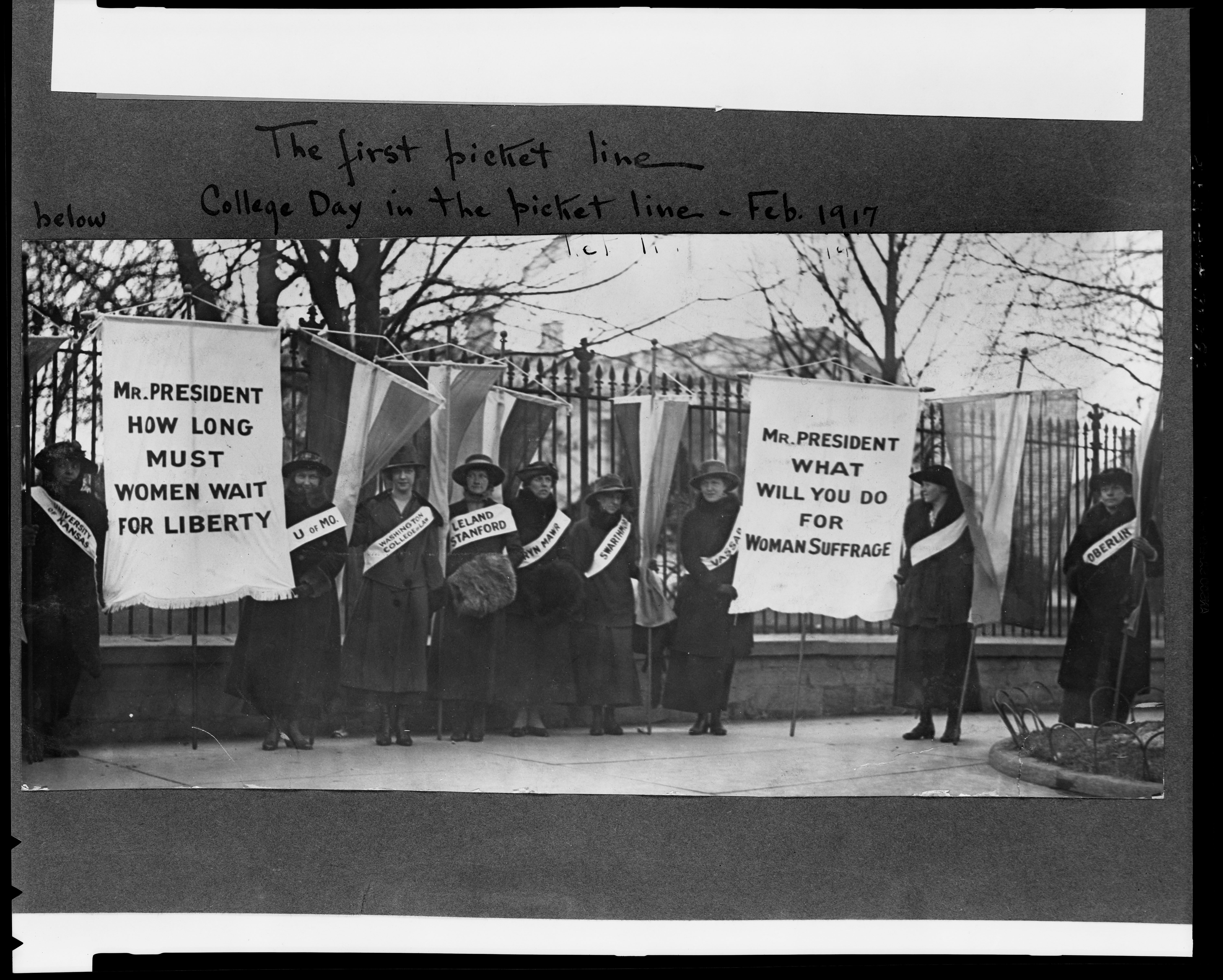
Les Sentinelles Silencioses fent piquets a la Casa Blanca

Després del seu treball pel sufragi de l'estat de Nova York, Ainge es traslladà a la ciutat de Nova York per a lluitar pel dret al vot de totes les dones estatunidenques. El 10 de novembre del 1917 les sufragistes Edith Ainge i Eleanor Calnan foren dues de les trenta-tres persones arrestades després de protestar davant la Casa Blanca a Washington, DC. La protesta era pacífica, i 68 sufragistes es van manifestar per l'aprovació de la Denovena esmena a la Constitució. Ainge i Calnan portaven un rètol que deia: «Quant de temps se li ha de negar a les dones una veu en un govern que està reclutant els seus fills?» Ainge i altres sufragistes foren condemnades a seixanta dies de presó a l'asil Occoquan de Lorton (Virgínia) per «assemblea il·legal». A Ainge se la confinà en aïllament; moltes arrestades foren torturades, i l'esdeveniment ha estat anomenat la «Nit de Terror».

## Detenció del 1918
La tornaren a arrestar per manifestar-se a la plaça de Lafayette el 15 d'agost del 1918.

## Demostració de foc, 1919
En les manifestacions de Watch Fire, a la plaça Lafayette, membres del NWP van cremar còpies dels discursos del president Woodrow Wilson en urnes. Ainge fou la primera a encendre la seua urna. Les dones, incloent-hi Ainge, foren arrestades de nou.

## Vida personal
Edith Ainge nasqué a Anglaterra i emigrà als Estats Units quan era una xiqueta, al 1884. Els seus pares, William i Susan Ainge, tingueren deu fills.